# Đàm Ngọc Linh
Đàm Ngọc Linh (phồn thể: 譚玉齡; giản thể: 谭玉龄; 11 tháng 8 năm 1920 – 14 tháng 8 năm 1942), là phi tần của Tuyên Thống Hoàng đế Phổ Nghi - vị Hoàng đế cuối cùng của triều đại nhà Thanh và cả nền quân chủ chuyên chế Trung Hoa trong lịch sử Trung Quốc.
Bà kết hôn với Phổ Nghi khi ông chỉ còn là một Hoàng đế bù nhìn của Mãn Châu Quốc trong Chiến tranh Trung-Nhật. Trong những người vợ của Phổ Nghi, bà là người duy nhất được chính ông ban thụy hiệu và tổ chức tang lễ.

## Tiểu sử
Đàm Ngọc Linh được sinh ra trong một gia đình Mãn Châu ở Bắc Kinh. Gia tộc của bà tên Tha Tha Lạp thị, nhưng bà đã cải sang họ Đàm - một họ gốc Hán phổ biến. Bà làm vậy để tránh gặp rắc rối vì các phong trào chống Mãn Thanh dâng cao sau khi nhà Thanh bị lật đổ năm 1911 bởi Cách mạng Tân Hợi.
Đầu năm 1937, khi bà còn đang học trung học tại Bắc Kinh, bà được chọn để phối ngẫu với Phổ Nghi và được đưa đến Trường Xuân, thủ đô của Mãn Châu Quốc. Ngày 6 tháng 4 (tức ngày 25 tháng 2 âm lịch) cùng năm, bà thành thân với Phổ Nghi tại Cung điện Trường Xuân và được ban hiệu Tường Quý nhân (祥貴人). Trong khi Tinh nguyên tập khánh (星源集庆) lại ghi rằng Đàm Ngọc Linh được gọi là Khánh Quý nhân (慶貴人), thậm chí lại có kiểu gọi là Đổng Quý nhân (董貴人). Bà trở nên rất gần gũi với Phổ Nghi sau đám cưới, và Phổ Nghi được ghi nhận rất yêu thích người thiếp này.
Ngày 14 tháng 8 năm 1942, Đàm Ngọc Linh qua đời chỉ mới 22 tuổi, khi đang được chữa bệnh nhiễm trùng đường tiểu. Đau lòng cho người yêu quý ra đi khi còn trẻ, Phổ Nghi đã ban cho bà thụy hiệu Minh Hiền Quý phi (明賢貴妃) và tổ chức đám tang cho bà tại Bàn Nhược Tự (般若寺) ở Trường Xuân. Bà là hậu phi duy nhất trong số tổng 5 vị của Phổ Nghi từng được hưởng lễ truy tặng thụy hiệu cũng như cử hành lễ tang chính thức.
Sau sự sụp đổ của Mãn Châu Quốc năm 1945 khi Nhật Bản đầu hàng vào cuối Thế Chiến II, Phổ Nghi yêu cầu hài cốt của bà được hỏa táng và gửi về cho người thân tại Bắc Kinh. Phổ Nghi được cho rằng đã yêu thương Đàm Ngọc Linh rất nhiều và luôn giữ bên mình tấm ảnh của bà cho đến khi ông mất. Năm 2006, ngày 2 tháng 9, bà được an táng cùng phổ Nghi ở Hoa Long hoàng gia lăng viên (华龙皇家陵园), thuộc Thanh Tây lăng.

## Nghi vấn về cái chết
Những tình huống xoay quanh cái chết của bà bị nghi ngờ liên quan đến người Nhật, bởi vì bà được cho là đã làm người Nhật cảm thấy bị đe dọa khi đã có những hành động kiểm soát Phổ Nghi.
Trung tướng Yoshioka Yasunori, một tùy viên của triều đình, đã từng yêu cầu Phổ Nghi kết hôn với một người Nhật nhưng ông đã kết hôn với Ngọc Linh, thế nên Phổ Nghi đã nghi ngờ và phớt lờ Yoshioka. Và Yoshioka được cho là đã không hài lòng về việc này. Sau cái chết của Ngọc Linh, Yoshioka lại yêu cầu Phổ Nghi kết hôn với một người Nhật nhưng ông đã từ chối. Cho đến nay, nguyên nhân thật sự khiến Đàm Ngọc Linh qua đời, tuy không có chứng cứ cụ thể, nhưng vẫn được tin là có sự nhúng tay của người Nhật.